# Geōrgios Lamproulīs
Geōrgios Aristeidī Lamproulīs (in greco Γεώργιος Αριστείδη Λαμπρούλης?; Larissa, 24 giugno 1965) è un politico greco, membro del Parlamento Ellenico e del Partito Comunista di Grecia.